# 탈주 (2010년 영화)
"탈주"는 2010년에 개봉한 대한민국의 영화이다.

## 캐스팅
- 이제훈 : 임규남 역
- 진이한 : 박민재 역
- 소유진 : 이소영 역
- 손철민 : 동민 역
- 박미현 : 미현 역
- 조윤형 : 윤형 역
- 박지호 : 팀장 역
- 박명신 : 이웃집여자 역
- 정승길 : 병무청직원 역
- 이아린 : 약사 역
- 이훈희 : 소대장 역
- 안몽식 : 개장수 역
- 이동준 : 역무원 역
- 유진아 : 비명녀 역
- 정용우 : 깔끔남 역
- 황춘하 : 주유소직원 역
- 홍혜련 : 간호사 역
- 김순홍 : 잠복경찰 1 역
- 김동현 : 잠복경찰 2 역
- 김정섭 : 슈퍼경찰 역
- 염상태 : 부둣가경찰 역
- 이인선 : 김밥집주인 역
- 천가영 : 소영동료 1 역
- 조영선 : 소영동료 2 역
- 송수경 : 소영동료 3 역
- 송주영 : 소영동료 4 역
- 김태영 : 미니휴게소주인 역
- 송영희 : 은행손님 1 역
- 신만일 : 은행손님 2 역
- 국춘상 : 은행손님 3 역
- 이봉주 : 은행손님 4 역
- 이우찬 : 은행손님 5 역
- 정상혁 : 카센터직원 역
- 박성욱 : 카센터직원 역
- 이정 : 갈대밭경찰 역
- 김경민 : 경민 역
- 임삼수 : 렉카기사 역
- 안광남 : 브로커 역